# Westhofen (Schwerte)

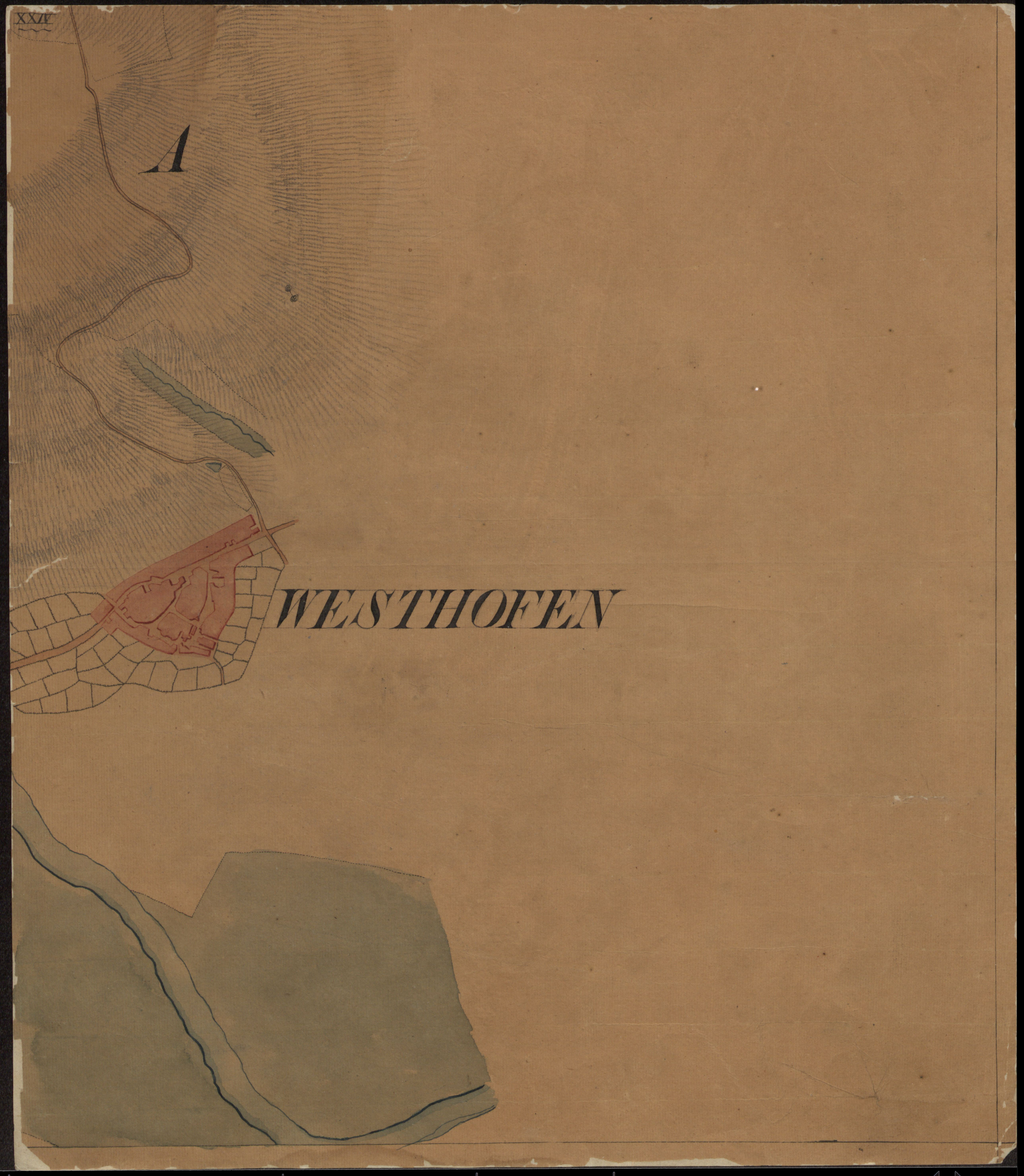
Karte 1790

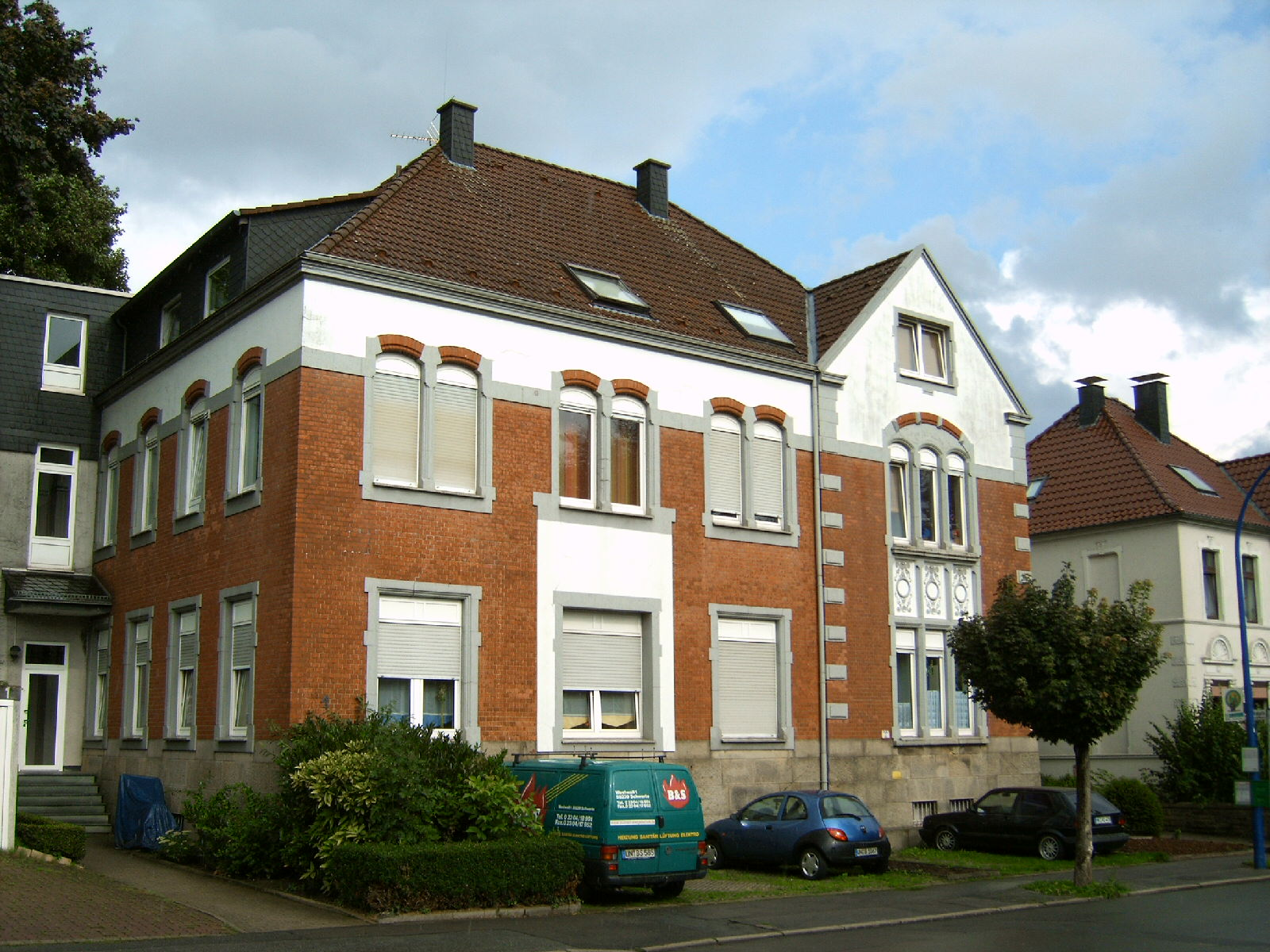
Amtshaus (bis 1975)

Westhofen ist ein Stadtteil von Schwerte, Kreis Unna. Er hat rund 6000 Einwohner und liegt nördlich der Ruhr. Flussabwärts mündet die Lenne in die Ruhr. Westhofen ist für das Westhofener Kreuz namensgebend, wo sich die Autobahnen A 1 und A 45 kreuzen.

## Geschichte

### Gründung um 500 und Mittelalter
Westhofen ging aus fünf befestigten Höfen hervor, die vermutlich um das Jahr 500 von den Brukterern gegründet worden waren. Der Name leitet sich von veste hofede (feste Höfe) ab. Im Jahr 775 besuchte Karl der Große Westhofen, als er die oberhalb Westhofens gelegene sächsische Sigiburg, heute Hohensyburg, belagerte und schließlich einnahm. Er erhob die Siedlung Westhofen in den Stand eines Reichshofs.
Erstmals urkundlich erwähnt wurde der Reichshof Westhofen im Jahr 1228. Im Spätmittelalter gehörte Westhofen zum Amt Schwerte und war Teil der Grafschaft Mark. Der Ort war vor allem durch Landwirtschaft und Handwerk geprägt und eine der Hansestädte. Auch der Ursprung des Westhofener Brauchtums Sup Peiter geht auf diese Zeit zurück. Im Jahr 1324 wurde Westhofen von dem damaligen Landesherren Graf Engelbert II. zu einer Freiheit erklärt, was den Bewohnern Privilegien, wie die niedere Gerichtsbarkeit und die Wahl eines Bürgermeisters zugestand. Laut dem Schatzbuch der Grafschaft Mark von 1486 hatten die 40 Steuerpflichtigen Hofbesitzer in der großen Bauerschaft Westhaven zwischen ein oirt und sechs Goldgulden an Abgabe zu leisten.
Im Jahr 1708 sind durch einen Stadtbrand ein Großteil der Häuser und Gebäude abgebrannt. Der Status Freiheit wurde 1723 durch den preußischen König Friedrich Wilhelm I., zu dessen Herrschaftsbereich die Grafschaft Mark inzwischen gehörte, aufgehoben: Er erließ ein „Rathäusliches Reglement“ für Westhofen, das die Selbstverwaltung beendete. Die Bürger leisteten bis 1734 elf Jahre lang vergeblich Widerstand gegen das Vorhaben. Im Jahre 1808 gehörte Westhofen zum Großherzogtum Bergen.

### Amt Westhofen (1815–1974)

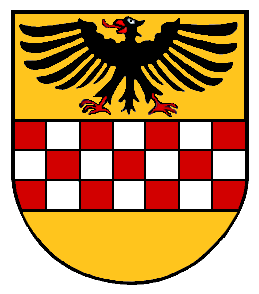
Wappen Amt Westhofen

#### Kreis Dortmund (1815–1886)
Nach dem Wiener Kongress und der Neuordnung der preußischen Verwaltungsstrukturen 1815 wurde Westhofen als Titularstadt Teil des Kreises Dortmund (ab 1875 Landkreis Dortmund) im Regierungsbezirk Arnsberg der Provinz Westfalen. Durch die Preußische Landgemeindeordnung wurden Gemeinden zu Ämtern zusammenfasst. Zum ehemaligen Amt Westhofen gehörten die Gemeinden:
- Garenfeld
- Geisecke
- Holzen (heute Dortmund-Holzen und Schwerte-Holzen)
- Lichtendorf (heute Lichtendorf (Dortmund) und Lichtendorf (Schwerte))
- Wandhofen
- Stadt Westhofen
- Villigst

Der Friedhof (damals noch westlich der Ortschaft) wurde 1820 eingeweiht. 1869 wurde der Bahnhof Westhofen eröffnet. Am 27. März 1902 wurde von der Hörder Kreisbahn eine Straßenbahnlinie vom Schwerter Marktplatz nach Westhofen zum Hotel Wittekind eröffnet.

#### Kreis Hörde (1887–1927)
Im Jahr 1887 kam das Amt Westhofen zum neu gebildeten Kreis Hörde.
Im Jahr 1902 wurde die Freiwillige Feuerwehr in Westhofen gegründet.

#### Kreis Iserlohn (1928–1974)
Nach Auflösung des Kreises Hörde im Jahre 1929 wurde Westhofen mit seinem Amt in den Kreis Iserlohn umgemeindet.
1945 wurde der evangelische Pfarrer Klinker Bürgermeister von Westhofen.

### Gemeinde der Stadt Schwerte ab 1975
Am 1. Januar 1975 schließlich erfolgte die Eingemeindung des Hauptteils der Stadt Westhofen (6,71 km² mit damals 5279 Einwohnern) nach Schwerte, das seitdem zum Kreis Unna gehört. Der Ortsteil Buchholz (1,70 km² mit damals 625 Einwohnern) wurde nach Dortmund umgegliedert.

## Bevölkerung
| Jahr                   | Einwohneranzahl | Geschlecht | Geschlecht | Religionszugehörigkeit | Religionszugehörigkeit | Religionszugehörigkeit | Religionszugehörigkeit | Religionszugehörigkeit                     | |
| Jahr                   | Einwohneranzahl | Männlich   | Weiblich   | Evangelen              | Katholiken             | Sonstige Christen      | Juden                  | Bekenner anderer Religionen und unbestimmt | Bemerkung |
| ---------------------- | --------------- | ---------- | ---------- | ---------------------- | ---------------------- | ---------------------- | ---------------------- | ------------------------------------------ | --- |
| 1486                   |                 |            |            |                        |                        |                        |                        |                                            | 40 Steuerzahler lebten in der Freiheit |
| Zwischen 1719 und 1722 | 474             |            |            |                        |                        |                        |                        |                                            | [ 5 ] |
| 1819                   | 941             |            |            |                        |                        |                        |                        |                                            | [ 8 ] |
| 1859                   | 1.100           |            |            |                        |                        |                        |                        |                                            | [ 8 ] |
| 03.12.1867             | 1.472           |            |            |                        |                        |                        |                        |                                            | [ 9 ] |
| 01.12.1871             | 1.437           | 730        | 707        | 1.305                  | 111                    | 5                      | 16                     | -                                          | Bei diesem Wert handelt es sich um die an diesem Tag anwesende Bevölkerung Aufteilung nach Staatsangehörigkeit: 1.432 Preußen und 5 nicht Preußen |
| 01.12.1885             | 1.667           | 822        | 845        | 1.521                  | 133                    | -                      | 13                     | -                                          | Bei diesem Wert handelt es sich um die an diesem Tag anwesende Bevölkerung                                                                        |
| 1925                   | 2.398           |            |            |                        |                        |                        |                        |                                            | [ 3 ] |
| 1972                   | 5.894           |            |            |                        |                        |                        |                        |                                            | [ 11 ] |
| 1975                   | 5.279           |            |            |                        |                        |                        |                        |                                            | [ 7 ] |
| 1987                   | 5.550           |            |            |                        |                        |                        |                        |                                            | [ 12 ] |

## Politik

### Bürgermeister

#### Der Freiheit Westhofen
- ???? - ???? Johan Heetveldt[5]
- ???? - ???? Herman Berndes[5]
- ???? - ???? Johan der Osten[5]
- ???? - ???? Johan Schmedt[5]
- ???? - ???? Frederich Linthlo gnt. Lennepesel[5]
- ???? - ???? Godert van Heck[5]
- ???? - ???? Friedrich Vitte[5]
- ???? - ???? Herman dar Oiste[5]
- ???? - ???? Rotger Pütter[5]
- ???? - ???? Herman Schwartze[5]
- ???? - ???? Jörgen Schnetler[5]
- ???? - ???? Goddert Nettmann[5]
- ???? - ???? Henrich Pütter[5]
- ???? - ???? Henrich Schwartze[5]
- ???? - ???? Henrich Pütter d. J.[5]
- ???? - ???? Henrich Beckhaus[5]
- ???? - ???? Rotger Veithaus[5]
- ???? - ???? Rotger Beckers[5]
- ???? - ???? Diederich Weffer[5]
- ???? - ???? Herman Weyschede[5]
- ???? - ???? Henrich Ertmann[5]
- ???? - ???? Jürgen Westerhoff[5]
- ???? - ???? Herman Beckhauß[5]
- ???? - ???? Bernhardt Schnetler[5]
- ???? - ???? Henrich Brinckman[5]
- ???? - ???? Diederich Schnetler[5]
- ???? - ???? Henrich Braß[5]
- ???? - ???? Herman Weffer[5]
- ???? - ???? Joh. Eberhardt Westendorff[5]
- 1706–1707 Johan Goßman[5]
- ???? - ???? Herman Pöppelmann[5]
- 1722–1723 Johan Goßman[5]

#### Stadt Westhofen
- 1852–???? Schulze-Böllinghaufen zu Haus Ruhr[13]
- 1945–???? Pfarrer Klinker[5]

### Wappen und Banner
| Wappen der früheren Stadt Westhofen (Westf.), Kreis Iserlohn | Blasonierung: „In Gold (Gelb) ein rotbewehrter schwarzer Adler; im Oberwappen eine dreitürmige silberne (weiße) Mauerkrone.“ |

Banner der ehem. Stadt Westhofen (Westf.)

| Wappen der früheren Stadt Westhofen (Westf.), Kreis Iserlohn | Wappenbegründung: Das Wappen wurde am 18. Januar 1910 durch den preußischen König Wilhelm II. verliehen. Der von Karl dem Großen gegründete Reichshof Westhofen wurde um 1300 befestigt und war schon 1323 Freiheit, deren Privilegien 1401 bestätigt wurden. Der Reichsadler ist dem Siegel von 1434 entlehnt. Bei Einführung des Wappens wurde die vom preußischen Heroldsamt verordnete Wappenform angenommen, ein unten zugespitzter spanischer Schild mit oben aufgesetzter, dreitürmiger Mauerkrone. Diese Form wurde für die meisten Städte mit mittelalterlicher Tradition verordnet. Die Mauerkrone sollte die Wehrhaftigkeit Deutschlands unterstreichen. Das Banner ist geteilt; im unteren Teil Grün-Weiß-Schwarz-Weiß gespalten und im oberen weißen Feld mit dem Wappen belegt, darunter der Schriftzug 'Westhofen'; an der Oberkante ein schmaler Streifen weiß-schwarz gespalten. |

### Städtepartnerschaft
Bis zur Eingemeindung nach Schwerte bestand eine Städtepartnerschaften zwischen Westhofen und Labuissière (Frankreich), diese Partnerschaft wird nun von der Stadt Schwerte durch die „Gesellschaft zur Förderung europäischer Städtepartnerschaften der Stadt Schwerte e. V.“ weiter gepflegt.

## Kirchen
In Westhofen finden sich die katholische St.-Petrus-Kirche und eine evangelische Kirche.

### Evangelische Kirche
Das evangelische Pfarramt Westhofen ist für Westhofen und den benachbarten Hagener Stadtteil Garenfeld zuständig und gehört zum evangelischen Kirchenkreis Iserlohn.
Zu der evangelischen Gemeinde gehören ein Gemeindehaus und ein Kindergarten an.

#### Benannte Pfarrer von Westhofen
- ???? - ???? (54 Jahre im Amt)[5] Pfarrer Ludwig Neuhaus (* 1802 - † 1883) aus Uentrop[3]
- 1914–???? Pfarrer Klinker[5]
- ???? -  dato Pfarrerin Grunhild Krumme

### Katholische Kirche
Der Pfarrbezirk St. Petrus in Westhofen ist Teil der Pfarrei St. Marien in Schwerte (Mitte), über diese gehört St. Petrus dem Gemeindeverband Katholischer Kirchengemeinden Ruhr (Bis 2022: Gemeindeverband Dortmund) und dem Dekanat Unna des Erzbistums Paderborn an. Der Wirkungskreis des Pfarrbezirk St. Petrus Westhofen erstreckt sich auf Westhofen und aus historischen Gründen auf Dortmund Buchholz.
An die katholische Kirche schließen sich ein Kindergarten und ein Gemeindehaus an.

#### Geschichte der Kirchengemeinde St. Petrus
1954 wurde die St.-Petrus-Kirche gebaut.
Von 1957 an war St. Petrus eine Pfarrvikarie und somit eine eigenständige Kirchengemeinde.
Im Jahre 1971 wurde sie unter Hans Haas, einem Kirchenbaumeister aus Aachen, erweitert.
1993 wurde durch einen Umbau im Anbau von 1971 eine kleine Werktagskapelle geschaffen.
2005 fand eine neue Orgel Heim in St. Petrus, die alte zog in die Kapelle des Marienkrankenhauses Schwerte in Schwerte (Mitte) um.
Im Jahr 2013 wurde die Pfarrvikarie St.-Petrus-Westhofen aufgelöst und in die erweiterte Pfarrei St. Marien in Schwerte (Mitte) eingeführt. Dies führte zu ihrem heutigen Namen Katholische Kirchengemeinde St. Marien Schwerte Pfarrbezirk St. Petrus Westhofen.

#### Bekannte Priester von Westhofen
- August 1953 bis 1978 Pastor Konrad Thomas[18]
- 1972 bis 2013 Benno Marker (bis 1978 Vikar, danach Pfarrvikar)[18]

Nach 2013 gibt es keinen eigenen kath. Priester für Westhofen mehr.

#### Namensgebung
Der Name St. Petrus leitet sich von dem Namen der Kirche St. Peter zu Syburg ab, da diese früher als katholische Kirche für Westhofen mit zuständig war, aber da die St.-Peter-Kirche nach der Reformation evangelisch wurde, brauchte es, als die Katholiken nach Westhofen zurückkehrten, eine neue Kirche, dies war zunächst die St.-Barbara-Kapelle und später die St.-Petrus-Kirche.

## Wirtschaft
In Westhofen befindet sich die Zentrale von Blumen Risse, einem der größten Blumen-Einzelhandelsunternehmen Deutschlands.
Am nahen Ebberg liegt ein Naturfreundehaus.

## Infrastruktur

### Verkehr

Westhofener Kreuz

Am nördlich gelegenen Westhofener Kreuz kreuzen sich A 1 und A 45.

#### Öffentlicher Personennahverkehr

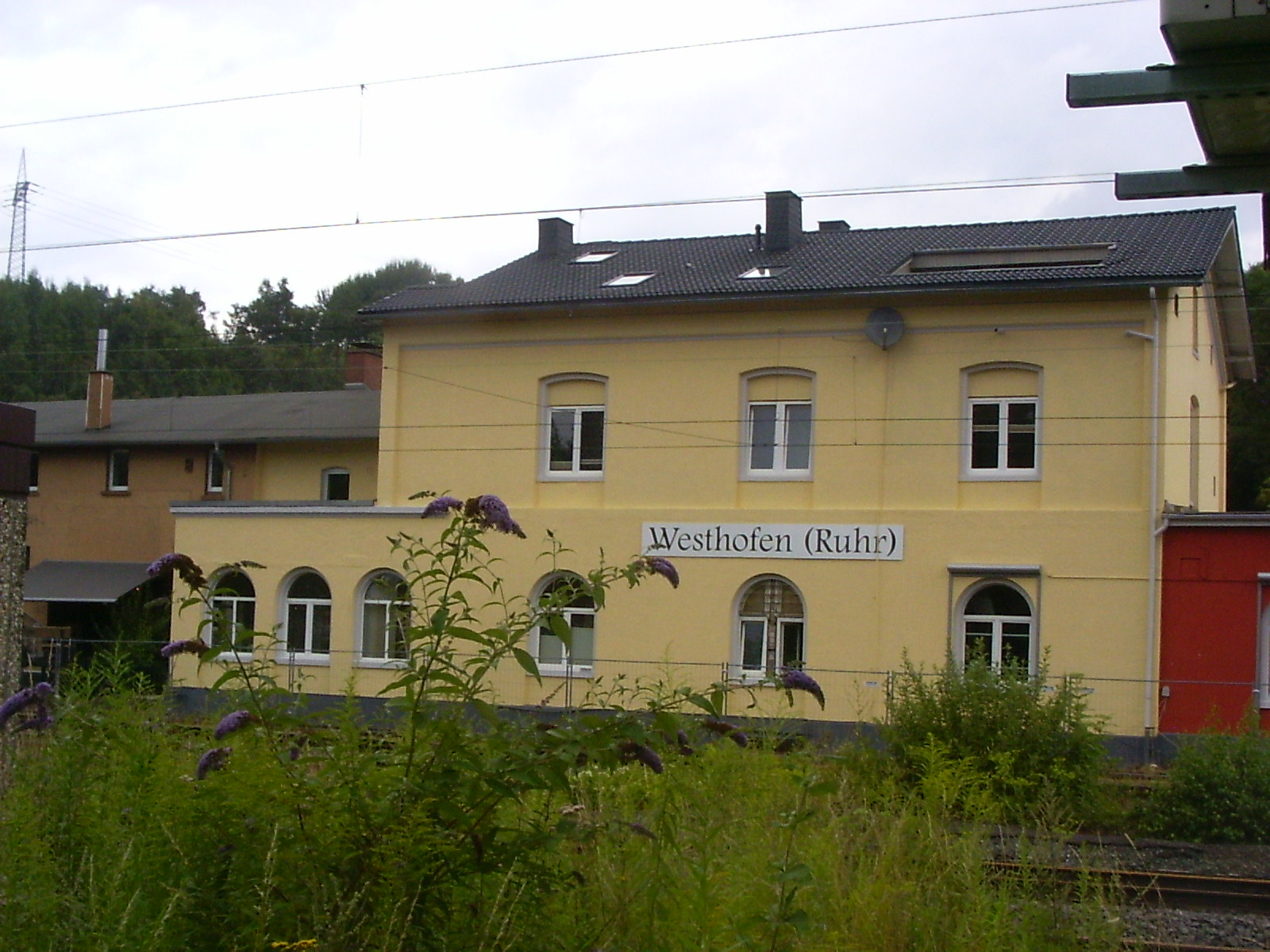
Bahnhof Westhofen (Westf), inzwischen als Westhofen (Ruhr) beschildert

Der Bahnhof Westhofen (Westf) (EWEF) liegt an der Bahnstrecke Hagen–Hamm. Seit 1979 fahren die Züge hier ohne Halt durch. Zurzeit ist eine Reaktivierung des Bahnhofes im Gespräch.
Im ÖPNV wird Westhofen von der Buslinie 594 (DB Rheinlandbus, alle 30 bis 60 Minuten) und dem Nachtbus N32 (VKU, nur am Wochenende) erschlossen.
| Linie | Linienweg                                                                             | Betreibergesellschaft           | Fahrplanangebot  | Fahrplanangebot  | Fahrplanangebot   | Bemerkung                                           |
| Linie | Linienweg                                                                             | Betreibergesellschaft           | Werktag          | Samstag          | Sonntag, Feiertag | Bemerkung                                           |
| ----- | ------------------------------------------------------------------------------------- | ------------------------------- | ---------------- | ---------------- | ----------------- | --------------------------------------------------- |
| 594   | Schwerte Bahnhof – Westhofen – Hagen-Boele – Hagen Hbf                                | DB Rheinlandbus                 | alle 30-60’      | alle 30-60’      | alle 60’          |                                                     |
| N32   | Schwerte Bahnhof → Schwerte-Holzen → Westhofen → Ergste → Villigst → Schwerte Bahnhof | Verkehrsgesellschaft Kreis Unna | –                | alle 60’         | alle 60’          | nur nachts am Wochenende                            |
| AST   | stadtweites Anrufsammeltaxi                                                           | Verkehrsgesellschaft Kreis Unna | einzelne Fahrten | einzelne Fahrten | einzelne Fahrten  | nur abends, nur nach Voranmeldung, besonderer Tarif |

### Kindergärten
In Westhofen befinden sich drei Kindergärten.
- Ev. Kindertageseinrichtung Westhofen (Träger: Trägerverbund Ev. Kirchenkreis Iserlohn, 60 Plätze für Kinder)[22]
- Kath. Kindertageseinrichtung St. Petrus (Träger: Katholische Kindertageseinrichtungen Östliches Ruhrgebiet gGmbH, 68 Plätze für Kinder)[23]
- Kinderhaus Rasselbande Schwerte (Träger: Kinderhaus Rasselbande gem. GmbH, 65 Plätze für Kinder)[24]

### Schule
In Westhofen befindet sich die Reichshofgrundschule, an welcher zwischen 230 und 240 Schülerinnen und Schüler unterrichtet werden.

Zwischen Westhofen und Wandhofen im Haus Ruhr befindet sich die 1985 gegründete Ruhrakademie, welche ein privates Lehrinstitut für Kommunikationsdesign, Fotodesign, Film/Regie, Filmschauspiel, Computeranimation, Illustration und Kunst ist.

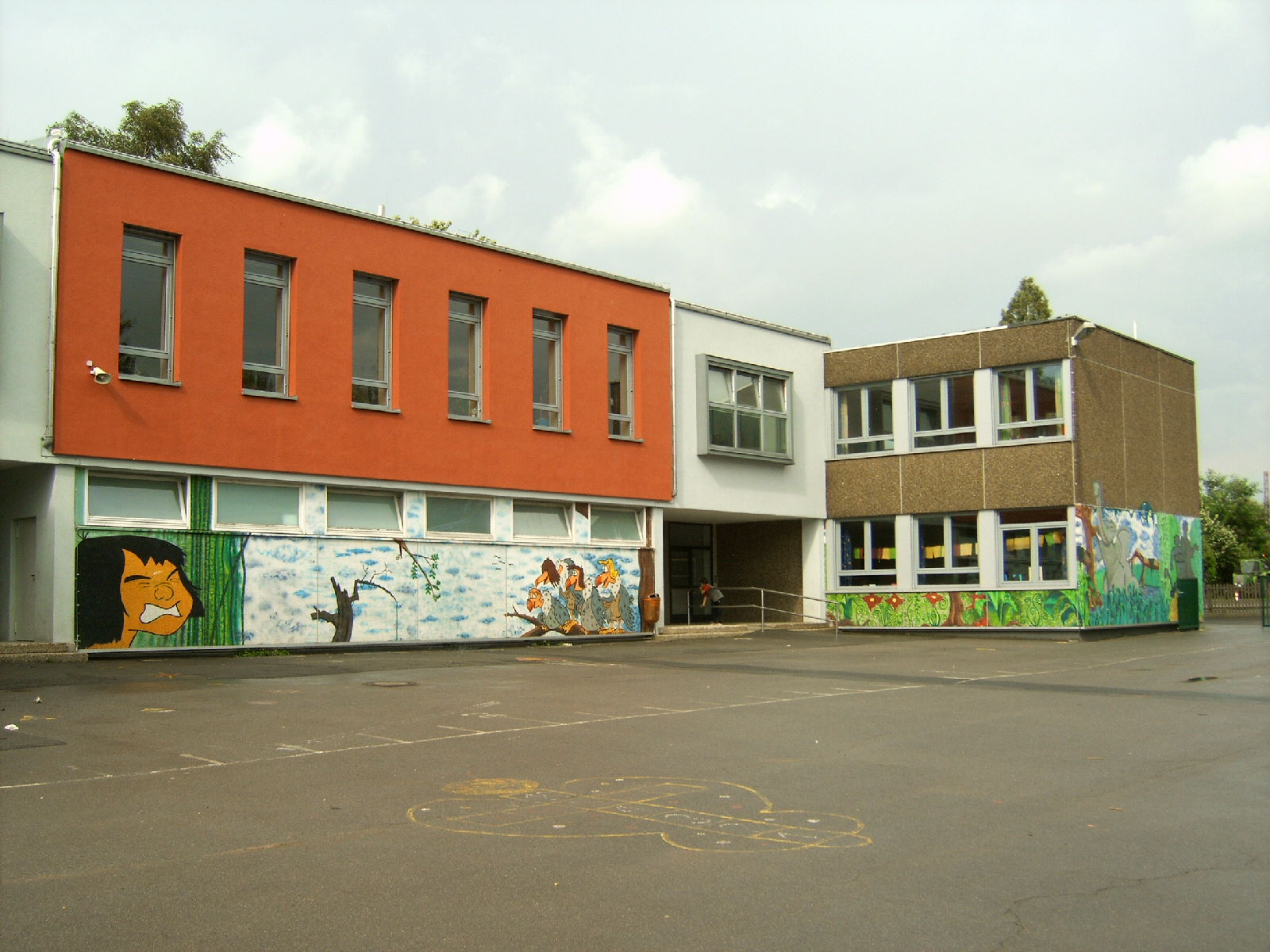
Reichshofschule

### Sportstätten
- Turnhalle an der Reichshofgrundschule
- Sportplatz an der Wasserstraße (Heimat des VfB Westhofen 1919 e. V.)
- Turnhalle an der Wasserstraße
- Tennisanlage des TSG Westhofen 1979/85 e. V.

### Spielplätze
- Spielpark Amtswiese
- Spielplatz an der Wasserstraße

### Friedhof
In Westhofen gibt es einen städtischen Friedhof, welcher im nördlichen Teil des Ortes an der A1 liegt. Der Friedhof wurde 1820 eingeweiht.

### Energie und Wasser
Die Wasserwerke Westfalen betreiben in Westhofen ein Wasserwerk, dieses versorgt Teile von Dortmund, Herdecke und Teile von Schwerte mit Trinkwasser.
Die Wasserwerke Westfalen unterhalten ebenfalls das Kraftwerk Westhofen zur Erzeugung von Strom.